# Glenford (Ohio)
Glenford es una villa ubicada en el condado de Perry en el estado estadounidense de Ohio. En el Censo de 2010 tenía una población de 173 habitantes y una densidad poblacional de 580,83 personas por km².

## Geografía
Glenford se encuentra ubicada en las coordenadas 39°53′10″N 82°19′11″O / 39.88611, -82.31972. Según la Oficina del Censo de los Estados Unidos, Glenford tiene una superficie total de 0.3 km², de la cual 0.29 km² corresponden a tierra firme y (1.74%) 0.01 km² es agua.

## Demografía
Según el censo de 2010, había 173 personas residiendo en Glenford. La densidad de población era de 580,83 hab./km². De los 173 habitantes, Glenford estaba compuesto por el 98.27% blancos, el 0.58% eran afroamericanos, el 0% eran amerindios, el 0.58% eran asiáticos, el 0% eran isleños del Pacífico, el 0% eran de otras razas y el 0.58% pertenecían a dos o más razas. Del total de la población el 0% eran hispanos o latinos de cualquier raza.